# Tuulijärvi (sjö i Norra Österbotten, lat 65,35, long 26,93)
Tuulijärvi är en sjö i Finland. Den ligger i kommunen Pudasjärvi i landskapet Norra Österbotten, i den centrala delen av landet, 600 km norr om huvudstaden Helsingfors. Tuulijärvi ligger 107,9 meter över havet. Den är 3,16 meter djup. Arean är 3,73 kvadratkilometer och strandlinjen är 20,39 kilometer lång. Sjön  ingår i Ijo älvs huvudavrinningsområde. 